# Campionati mondiali di snowboard 2009
I Campionati mondiali di snowboard 2009 si sono svolti a Gangwon, in Corea del Sud, fra il 17 ed il 24 gennaio 2009.

## Risultati

### Uomini

#### Snowboardcross
Le qualificazioni si sono disputate il 17-01, la finale il giorno seguente.
| Medaglia | Nome             | Nazione     | Tempo di qualificazione |
| -------- | ---------------- | ----------- | ----------------------- |
|          | Markus Schairer  | Austria     |                         |
|          | Xavier de Le Rue | Francia     |                         |
|          | Nick Baumgartner | Stati Uniti |                         |

#### Gigante parallelo
La finale si è disputata il 20 gennaio.
| Medaglia | Nome               | Nazione | Tempo |
| -------- | ------------------ | ------- | ----- |
|          | Jasey Jay Anderson | Canada  |       |
|          | Sylvain Dufour     | Francia |       |
|          | Matthew Morison    | Canada  |       |

#### Slalom parallelo
| Medaglia | Nome            | Nazione  | Tempo |
| -------- | --------------- | -------- | ----- |
|          | Benjamin Karl   | Austria  |       |
|          | Sylvain Dufour  | Francia  |       |
|          | Patrick Bussler | Germania |       |

#### Halfpipe
| Medaglia | Nome           | Nazione  | Punteggio |
| -------- | -------------- | -------- | --------- |
|          | Ryō Aono       | Giappone |           |
|          | Jeff Batchelor | Canada   |           |
|          | Mathieu Crepél | Francia  |           |

#### Big Air
| Medaglia | Nome         | Nazione   | Score |
| -------- | ------------ | --------- | ----- |
|          | Markku Koski | Finlandia |       |
|          | Seppe Smits  | Belgio    |       |
|          | Stefan Gimpl | Austria   |       |

### Donne

#### Snowboardcross
| Medaglia | Nome           | Nazione  | Tempo di qualificazione |
| -------- | -------------- | -------- | ----------------------- |
|          | Helene Olafsen | Norvegia |                         |
|          | Olivia Nobs    | Svizzera |                         |
|          | Mellie Francon | Svizzera |                         |

#### Gigante parallelo
| Medaglia | Nome            | Nazione  | Tempo |
| -------- | --------------- | -------- | ----- |
|          | Marion Kreiner  | Austria  |       |
|          | Doris Günther   | Austria  |       |
|          | Patrizia Kummer | Svizzera |       |

#### Slalom parallelo
| Medaglia | Nome                       | Nazione  | Tempo |
| -------- | -------------------------- | -------- | ----- |
|          | Fraenzi Maegert-Kohli Karl | Svizzera |       |
|          | Doris Günther              | Austria  |       |
|          | Ekaterina Tudegeševa       | Russia   |       |

#### Halfpipe
| Medaglia | Nome            | Nazione   | Punteggio |
| -------- | --------------- | --------- | --------- |
|          | Jiayu Liu       | Cina      |           |
|          | Holly Crawford  | Australia |           |
|          | Paulina Ligocka | Polonia   |           |